# 1535 Päijänne
1535 Päijänne è un asteroide della fascia principale del diametro medio di circa 26,72 km. Scoperto nel 1939, presenta un'orbita caratterizzata da un semiasse maggiore pari a 3,1652843 UA e da un'eccentricità di 0,1887788, inclinata di 6,10865° rispetto all'eclittica.
L'asteroide prende il nome dal lago finlandese di Päijänne.